# Hydrocodone/ibuprofen

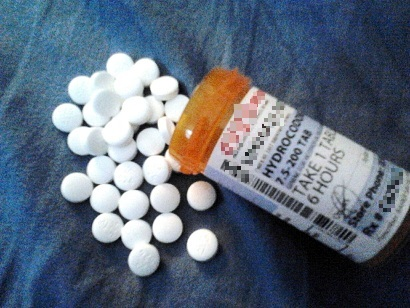
Hydrocodone chung / ibuprofen 7.5 / 200 mg

Thuốc kết hợp hydrocodone/ibuprofen (INN, tên thương mại Vicoprofen) là một loại thuốc giảm đau được sử dụng trong liệu pháp ngắn hạn để giảm đau nghiêm trọng. Vicoprofen kết hợp các đặc tính giảm đau và chống ho của hydrocodone với các đặc tính giảm đau, chống viêm và hạ sốt của ibuprofen. Trái ngược với thuốc giảm đau kết hợp hydrocodone/acetaminophen như Vicodin, hydrocodone/ibuprofen này tránh được một số độc tính gan có thể xảy ra từ acetaminophen, nhưng vẫn gây ra những nguy hiểm đáng kể khi dùng quá liều hydrocodone, cụ thể là suy hô hấp. Vicoprofen được cung cấp trong một viên thuốc kết hợp liều cố định có chứa hydrocodone bitartrate, USP 7,5 mg với ibuprofen, USP 200 mg. Sức mạnh bổ sung của Vicoprofen hiện có sẵn, kết hợp 5 mg/200 mg và 10 mg/200 mg tương ứng.

## Sử dụng trong y tế
Hydrocodone/Ibuprofen có chỉ định dán nhãn cho việc điều trị ngắn hạn (nói chung là <10 ngày) về cơn đau cấp tính đủ nghiêm trọng để yêu cầu thuốc giảm đau opioid và phương pháp điều trị thay thế là không đủ.

### Mang thai
Opioids như hydrocodone qua nhau thai, và do đó có thể ảnh hưởng đến thai nhi. Các nghiên cứu đã chỉ ra mối liên quan có thể có giữa opioid và các kết quả bất lợi như dị tật bẩm sinh, thai nhi phát triển kém, thai chết lưu và sinh non. Việc sử dụng opioids kéo dài của người mẹ mang thai cũng có thể dẫn đến hội chứng cai nghiện ở trẻ sơ sinh. NSAID như ibuprofen thường nên tránh trong thai kỳ, vì có những báo cáo mâu thuẫn về dị tật bẩm sinh sau khi tiếp xúc với tử cung. Tuy nhiên, người ta chấp nhận rằng NSAID ngăn chặn đóng ống động mạch của thai nhi, xảy ra trong giai đoạn sau của thai kỳ. Vì điều này, nên tránh dùng ibuprofen sau 30 tuần thai.

### Cho con bú
Hydrocodone và Ibuprofen được bài tiết qua sữa mẹ, vì vậy nên thận trọng khi kê đơn cho các bà mẹ cho con bú.

### Quần thể đặc biệt
Không có bằng chứng để hỗ trợ các đặc tính dược động học thay đổi do sự khác biệt về giới tính hoặc tuổi tác. Tuy nhiên, sự kết hợp thuốc này chưa được thử nghiệm ở trẻ em.

## Tác dụng phụ
Các tác dụng phụ của hydrocodone/ibuprofen là sự kết hợp của các tác dụng phụ của thuốc thành phần. Các tác dụng phụ gặp phải ở hơn 10% dân số dùng thuốc bao gồm: nhức đầu, buồn ngủ, chóng mặt, táo bón, buồn nôn và khó tiêu.

## Dược lý

### Dược động học
Hai thành phần hoạt động của thuốc, ibuprofen và hydrocodone, không ảnh hưởng đến đặc tính hấp thụ của nhau hoặc các thông số dược động học khác. Sau một liều uống, nồng độ hydrocodone cao nhất trong máu đạt được 1,7 giờ sau khi dùng. Nồng độ ibuprofen trong máu đạt 1,8 giờ sau khi uống.

## Lịch sử

### Khám phá và phát triển
Bằng sáng chế cho Vicoprofen đã được nộp vào tháng 12 năm 1984 và số bằng sáng chế của Hoa Kỳ 4.587.252 được cấp vào tháng 5 năm 1986. Mặc dù ibuprofen và hydrocodone đã có sẵn trên thị trường vào thời điểm này, thực tế là chúng chưa bao giờ được cung cấp cùng nhau trong một công thức duy nhất cần có sự chấp thuận của FDA như thể đó là một loại thuốc mới. Knoll đã nộp đơn điều tra ma túy mới vào ngày 30 tháng 12 năm 1986. Một ứng dụng thuốc mới sau đó đã được Knoll nộp vào ngày 25 tháng 4 năm 1996 và nhận được sự chấp thuận cuối cùng từ FDA vào ngày 23 tháng 9 năm 1997. Máy tính bảng Vicoprofen ban đầu được bào chế và đóng gói bởi Knoll, với ibuprofen được cung cấp bởi Albemarle Corporation và hydrocodone được cung cấp bởi Mallinckrodt Dược phẩm.

## Nghiên cứu
Ứng dụng thuốc mới cho Vicoprofen đã được phê duyệt dựa trên dữ liệu từ các thử nghiệm giảm đau đơn và đa liều.
Các nghiên cứu giảm đau liều duy nhất xảy ra ở nhiều cơ sở phẫu thuật, bao gồm phẫu thuật nha khoa, lưng và bụng / phụ khoa ở Mỹ và Puerto Rico. Có 1.537 bệnh nhân ghi danh trong tất cả các thử nghiệm, với 79% người tham gia là nữ. Có 10 thử nghiệm giảm đau liều duy nhất có trong ứng dụng thuốc mới. Tất cả các nghiên cứu đều được thiết kế tương tự nhau: sau khi hoàn thành một quy trình trong đó đau được đánh giá là vừa hoặc nặng, bệnh nhân sẽ được chia ngẫu nhiên thành các nhóm điều trị khác nhau. Các nhóm điều trị bao gồm: chỉ ibuprofen, chỉ hydrocodone, Vicoprofen (hydrocodone/ibuprofen) và giả dược. Nỗi đau của người tham gia sau đó sẽ được theo dõi trong vài giờ tới bằng cách tự báo cáo về điểm số đau.
Có bốn thử nghiệm nhiều liều trong ứng dụng thuốc mới. Những nghiên cứu này đều được hoàn thành ở Mỹ, trong các cơ sở bao gồm cả đơn vị bỏng, sau phẫu thuật và cài đặt đau mãn tính. Tổng cộng có 683 bệnh nhân được ghi danh vào tất cả các thử nghiệm nhiều liều, với 57% người tham gia là phụ nữ. Các nghiên cứu này cũng xem xét các báo cáo về cường độ đau tự báo cáo trong khoảng thời gian 5 ngày dùng nhiều liều. Trong các nghiên cứu này, bệnh nhân được sử dụng thuốc thử nghiệm Vicoprofen hoặc một trong hai thuốc đối chứng tích cực: codein với acetaminophen (Tylenol #3) hoặc oxycodone với acetaminophen (Percocet), tùy thuộc vào thử nghiệm. Bệnh nhân được phép dùng một liều khi cần thiết nhưng không quá 4 đến 6 giờ một lần trong tối đa 5 ngày. Những thử nghiệm này đã đo lường hiệu quả dựa trên các thông số bao gồm điểm đau tự báo cáo, số liều sử dụng và thời gian điều trị.

## Xã hội và văn hoá

### Giá cả
Giá bán buôn trung bình (AWP) của Vicoprofen chung thay đổi dựa trên cường độ của chế phẩm. Dữ liệu về giá được thu thập từ Lexicomp vào tháng 10 năm 2017 cho thấy AWP cho một chai 100 viên liều lượng 7,5 mg/200 mg  là $ 114,62, 100 viên liều lượng 5 mg/200 mg là $ 356,62 và 100 viên liều lượng 10 mg/200 mg là $ 470,35. Giá này là tất cả cho tương đương chung của Vicoprofen.

### Sử dụng
Năm 2003, tại thời điểm công bố phê duyệt cho tương đương chung đầu tiên, đã có báo cáo rằng doanh thu hàng năm của thương hiệu Vicoprofen đạt tổng cộng 104 triệu đô la. Theo IMS, máy tính bảng HydrocodoneIb/uprofen 7.5 mg/200 mg, có quy mô thị trường ước tính là 15,7 triệu đô la trong 12 tháng trước tháng 5 năm 2016.